# Oxya yezoensis
Oxya yezoensis är en insektsart som beskrevs av Tokuichi Shiraki 1910. Oxya yezoensis ingår i släktet Oxya och familjen gräshoppor. Inga underarter finns listade i Catalogue of Life.

## Bildgalleri

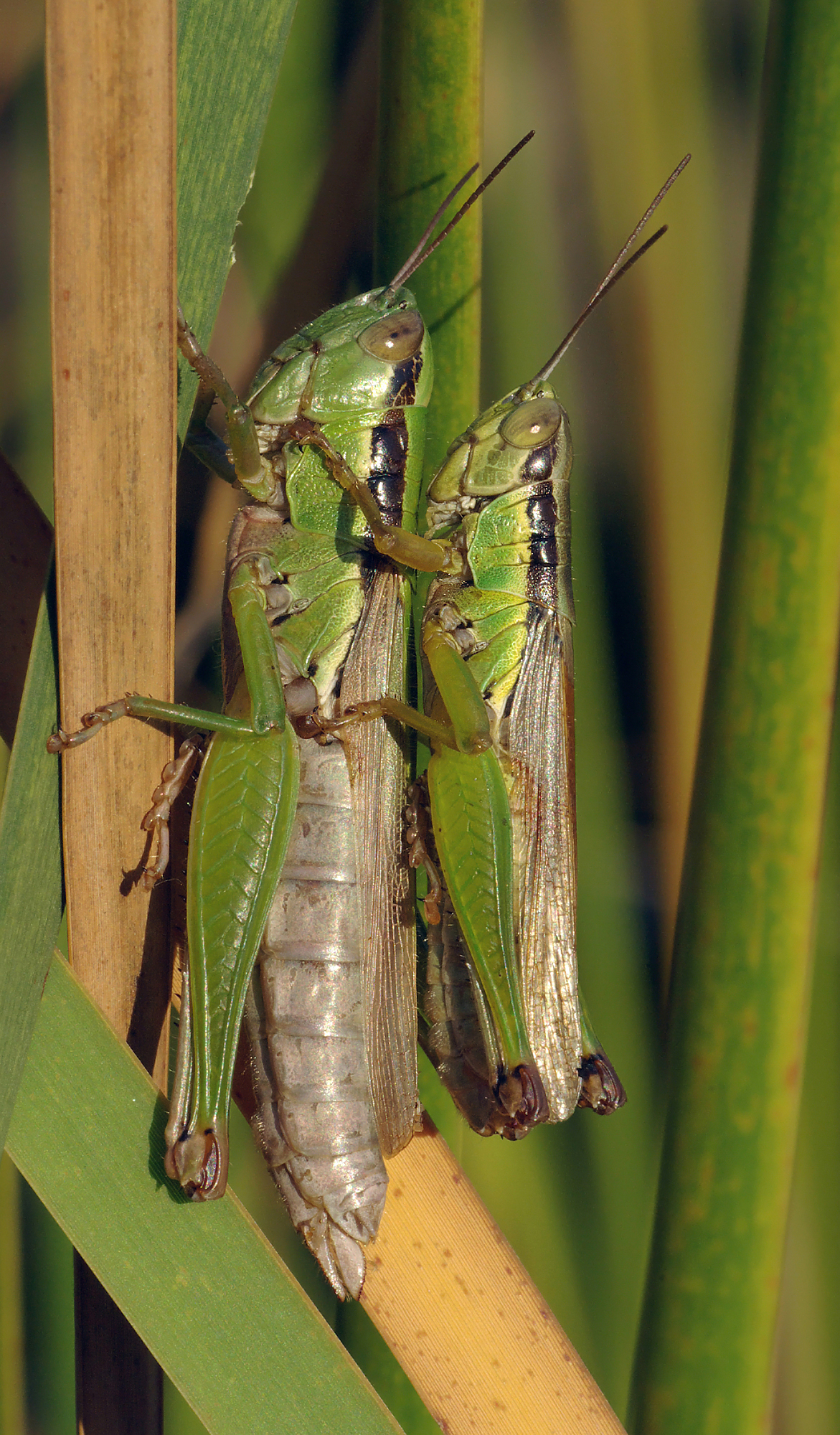
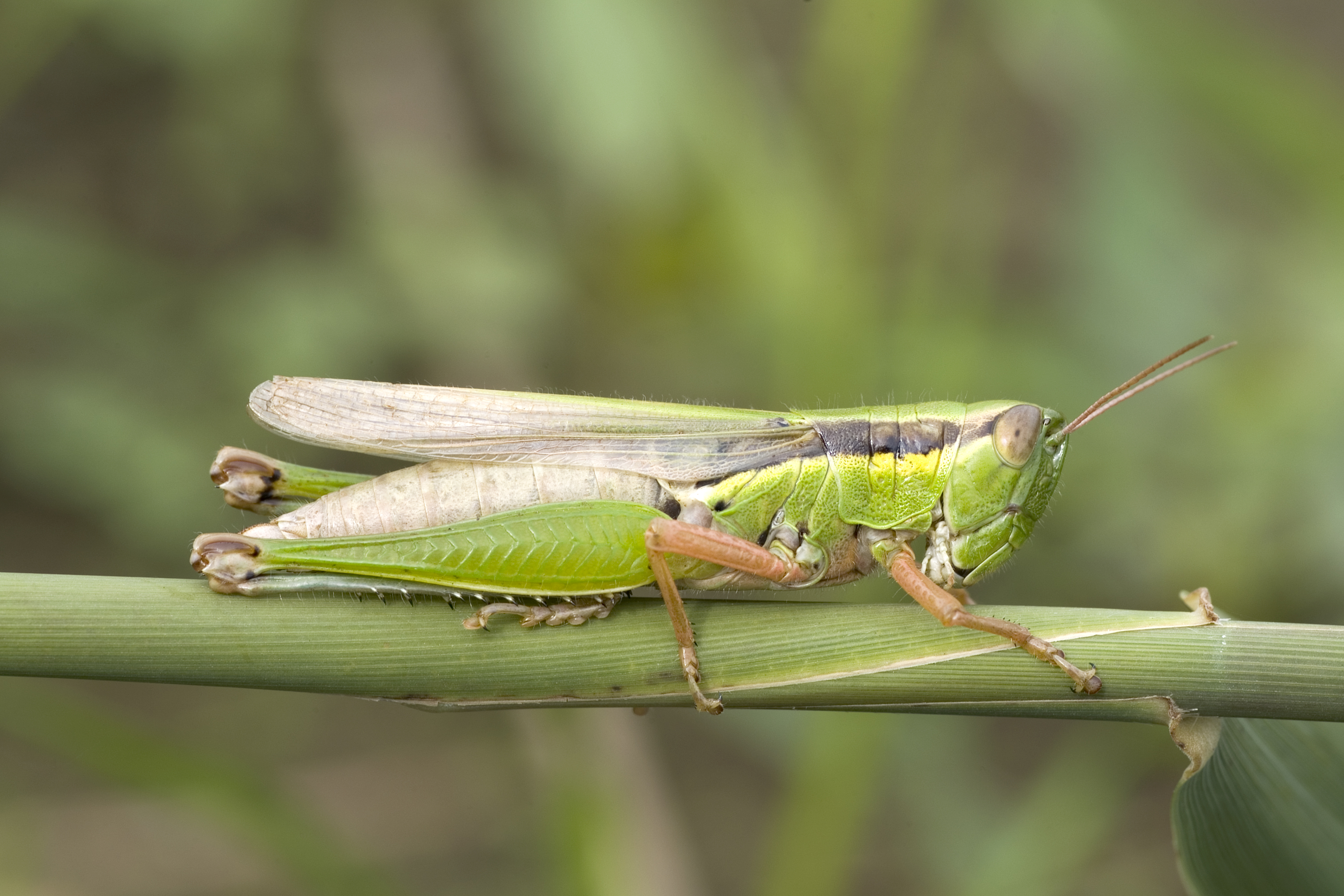
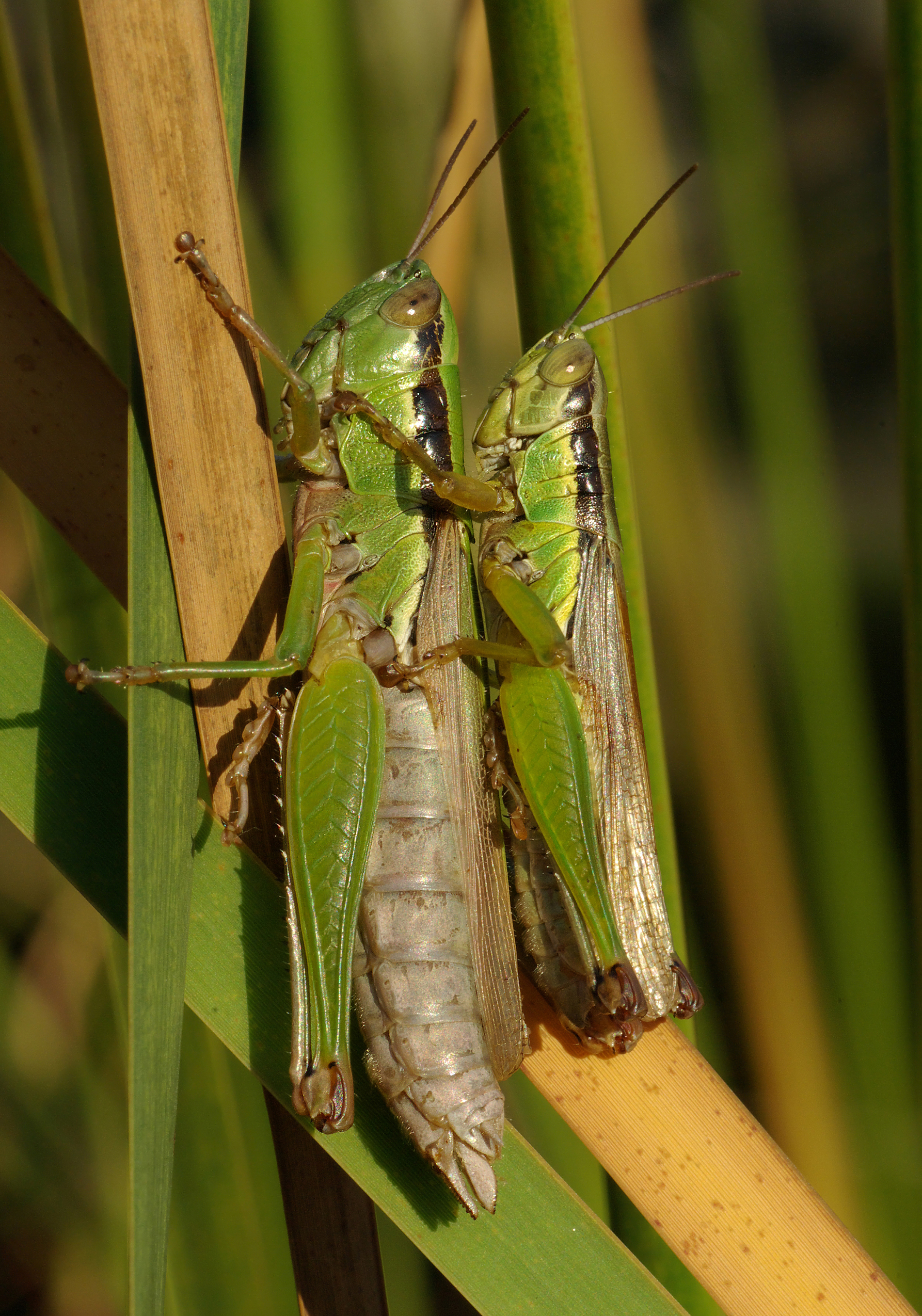
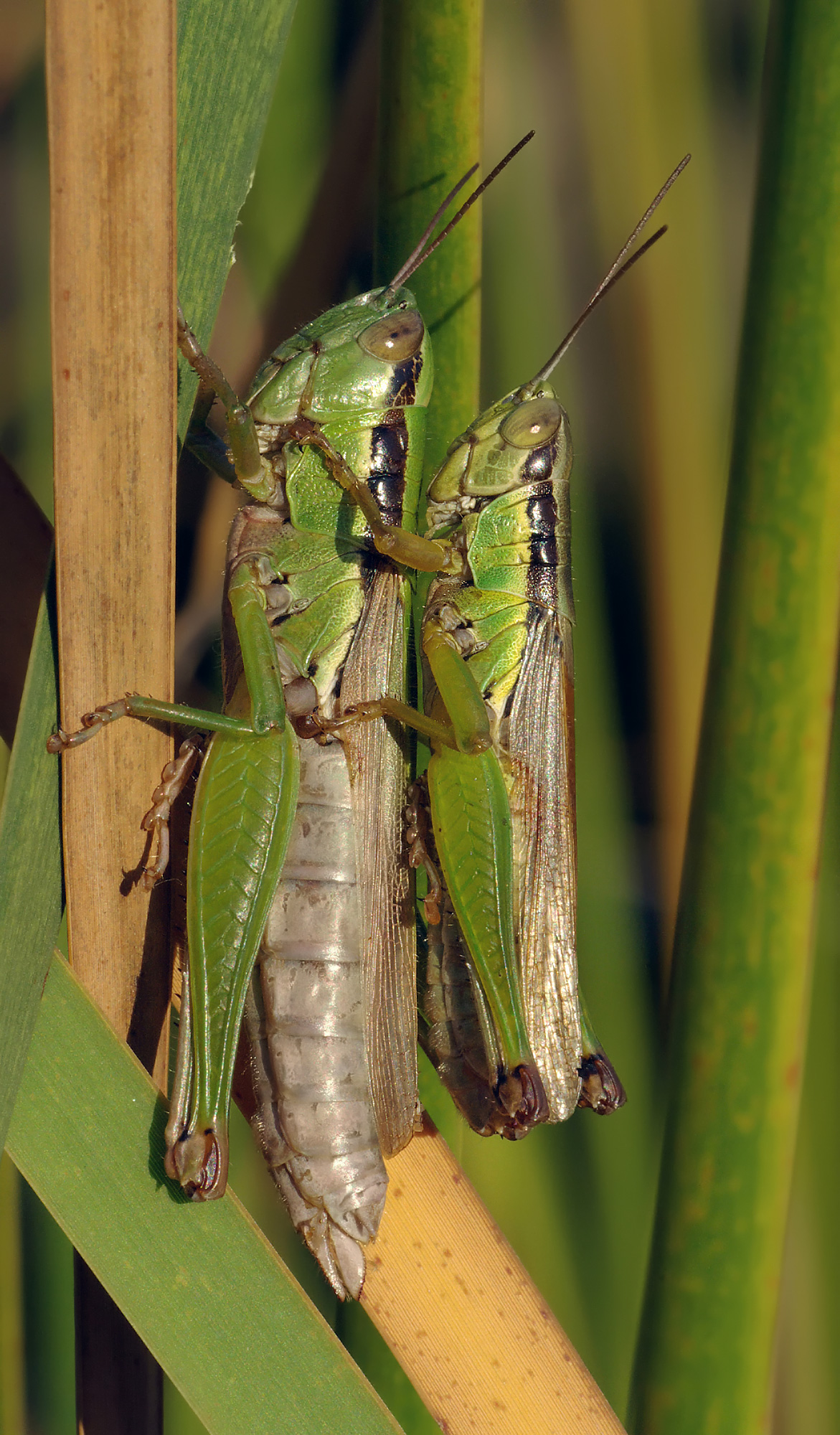
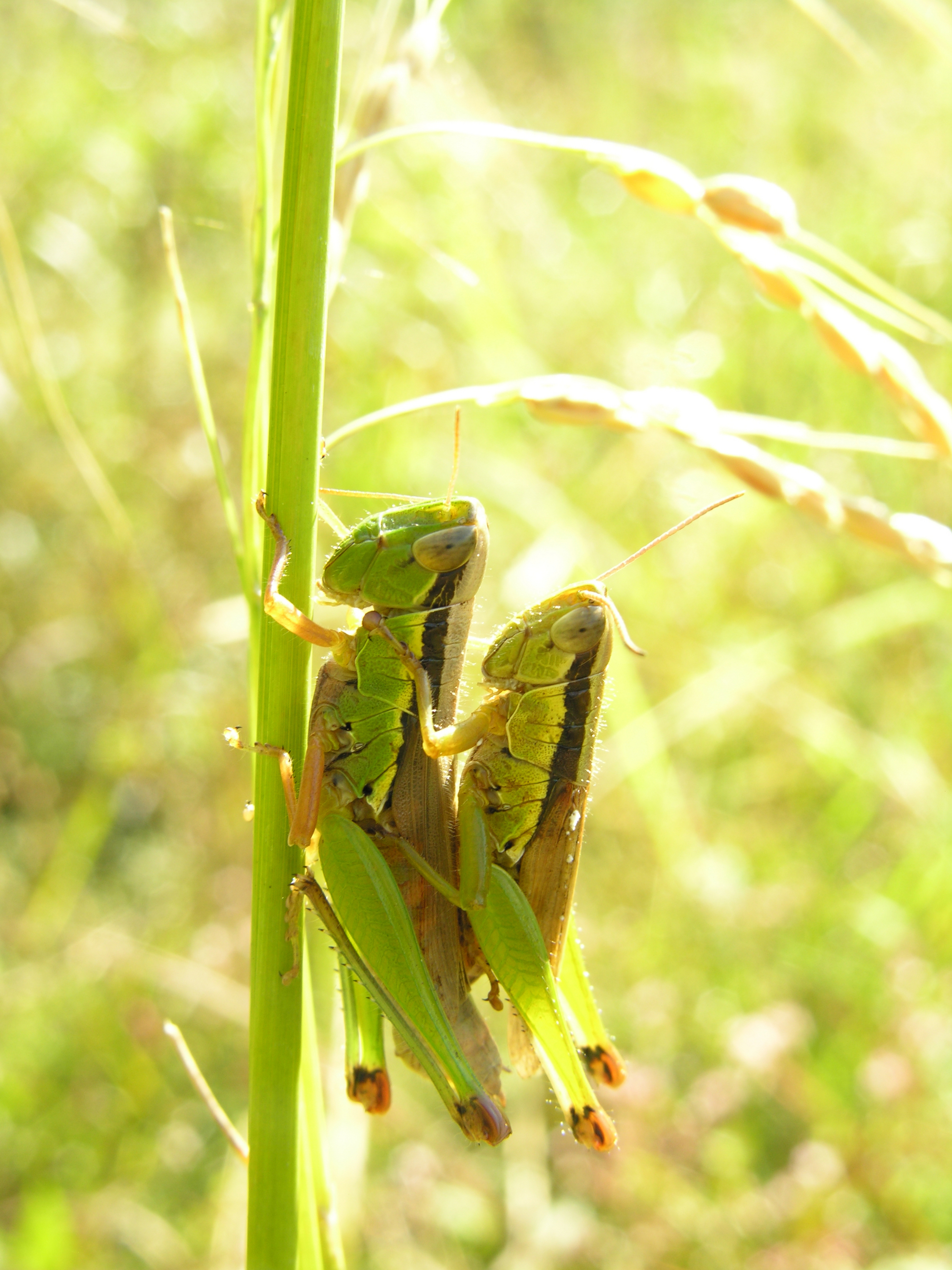
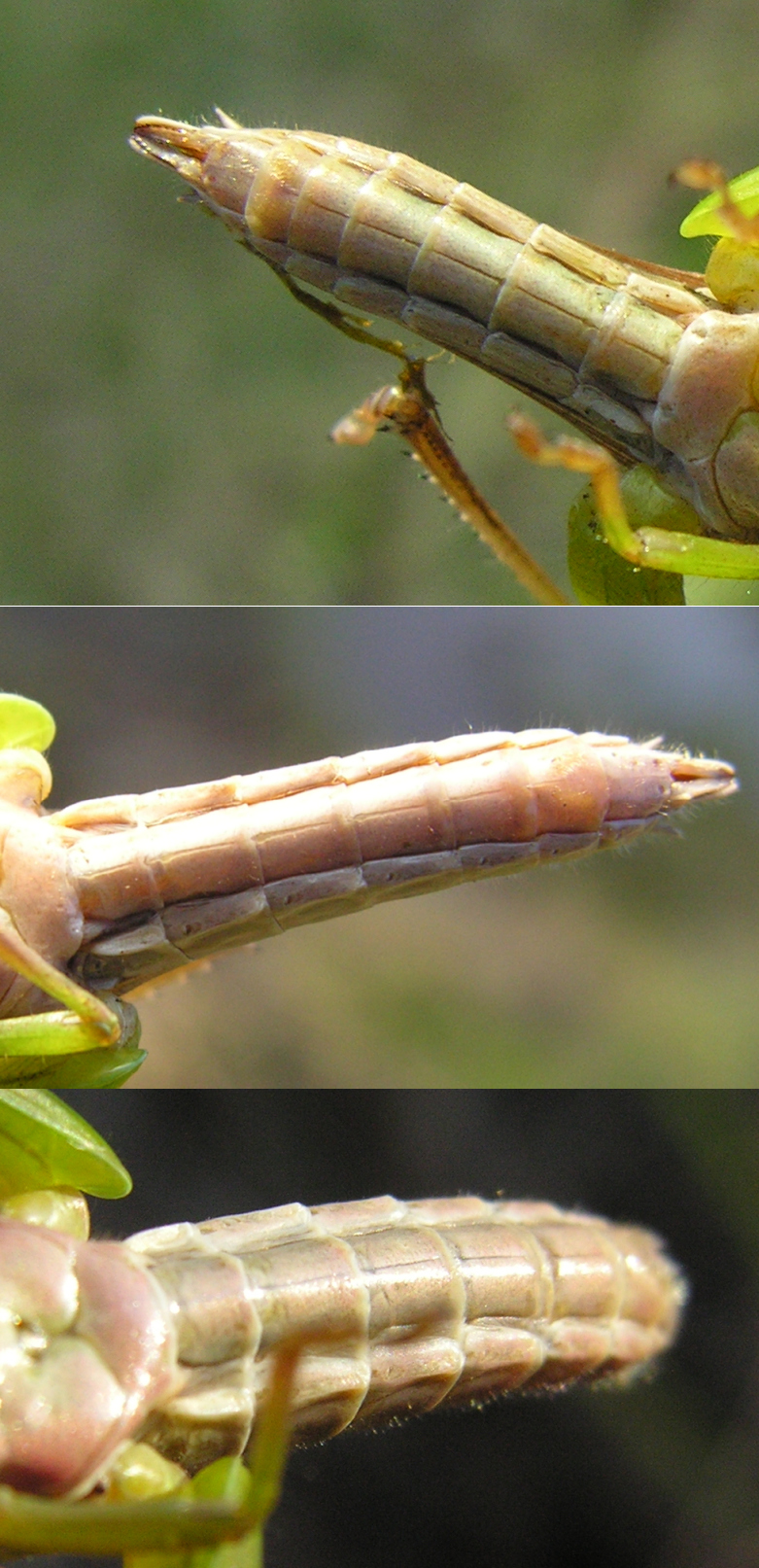